# Lac de Castelnau-Magnoac
Le lac de Castelnau-Magnoac ou réservoir du Magnoac, est un lac de barrage français situé dans le département des Hautes-Pyrénées en région Occitanie.

## Géographie
Situé administrativement dans la commune de Castelnau-Magnoac en Magnoac

### Topographie
Bien que toutes les eaux du lac soient situées sur la zone septentrionale du territoire de la commune de Castelnau-Magnoac, la berge ouest appartient au territoire de la commune adjacente de Larroque.

## Histoire
Les travaux pour la réalisation de ce lac ont duré de l'été 2005 au printemps 2007. Le barrage réservoir du Magnoac (Castelnau-Magnoac) de 75 ha alimenté par la Gèze, d’une capacité de 5 millions de m³, soulage la gestion hydraulique de l’ensemble des bassins amont du système Neste,.
Les 75 ha de la retenue du Magnoac alimentent en eau potable les villes d'Auch, Fleurance, Lectoure et participent à l'irrigation et au maintien de l'économie agricole locale.
Le Conseil départemental du Gers, le Conseil départemental des Hautes-Pyrénées, l'Agence de l'eau Adour-Garonne, la Région Midi-Pyrénées, l'Union européenne et le Ministère de l'Agriculture ont investi pour la réalisation de cet ouvrage. L'aménagement du lac a été fait par la Compagnie d'aménagement des coteaux de Gascogne.

### Ornithologie
En automne, lors de la période de migration, des hérons cendrés, grandes aigrettes, vanneaux huppés ou d'autres espèces d'oiseaux ou de canards sont observables.

## Protection environnementale
Le lac ne fait pas partie d'une zone naturelle protégée, classée ZNIEFF de type 1 et de type 2.

## Activités

### Sports
Une base nautique est ouverte à l'été 2012 pour pratiquer la voile, l'aviron, le canoë-kayak,.

### Pêche
Ce plan d'eau est classé en deuxième catégorie.

## Galerie

Sélection de vues du lac.
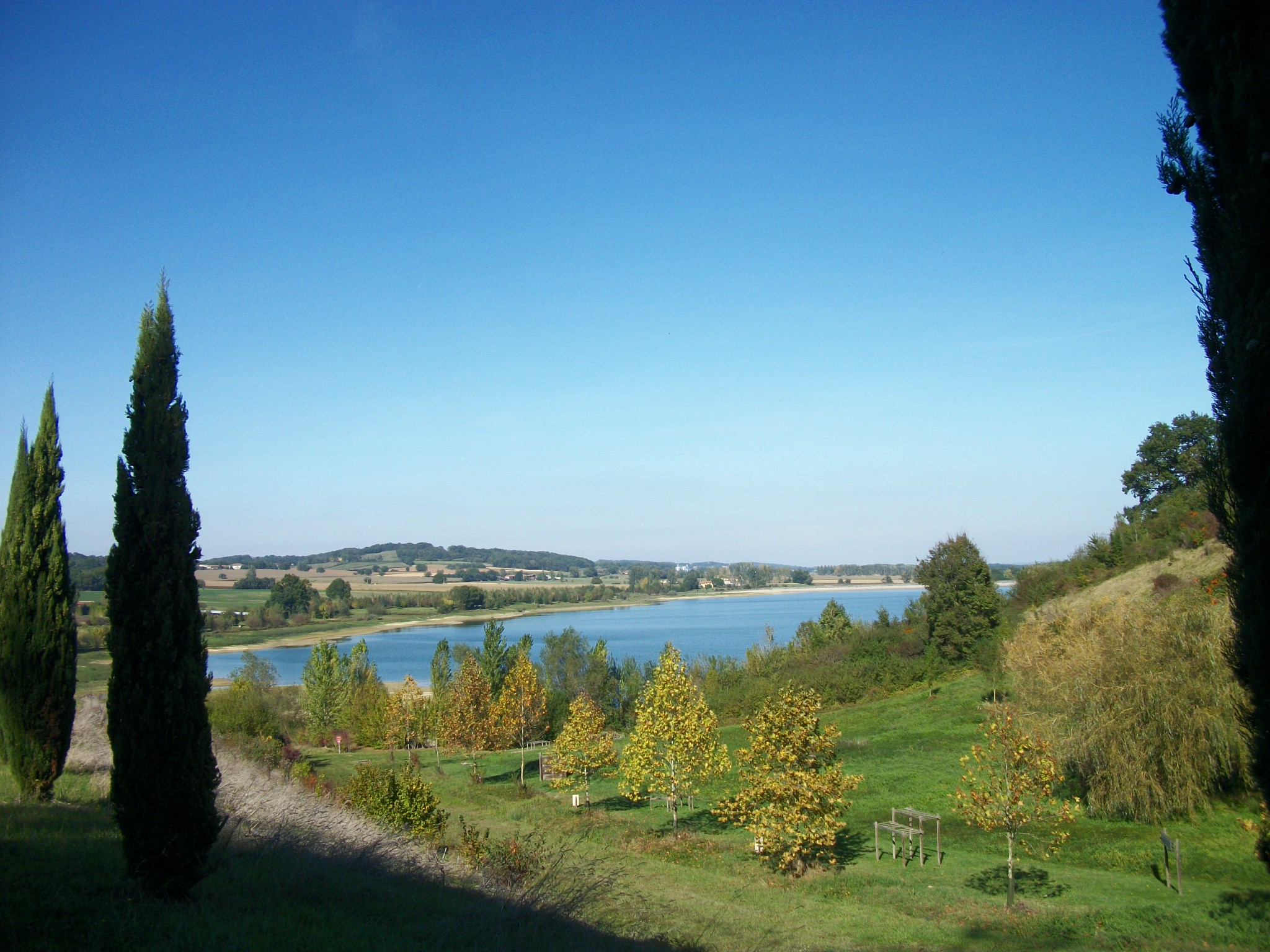
Le lac en descendant la côte de la Gèze.
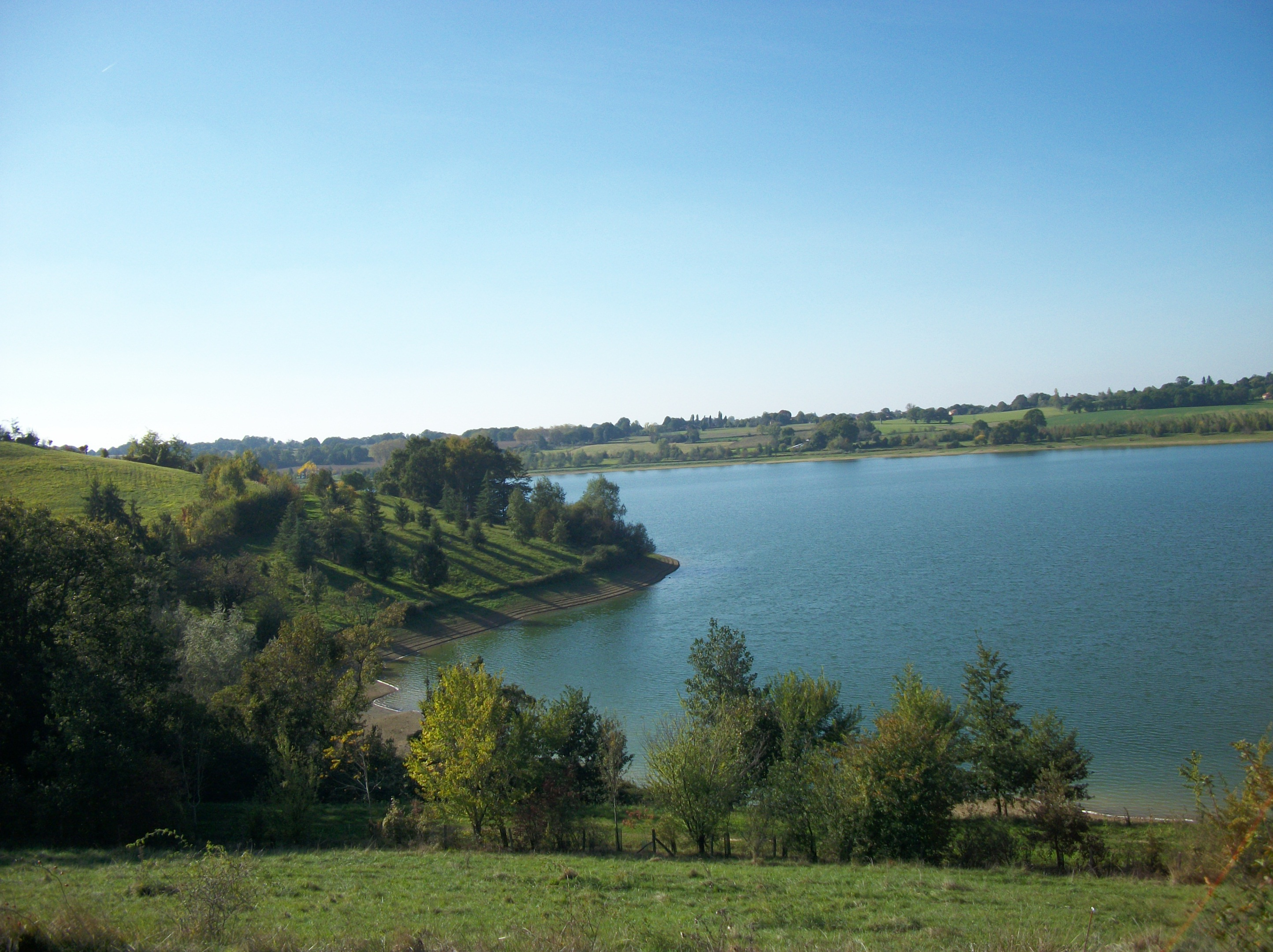
Le lac de Castelnau-Magnoac depuis la route du lac.
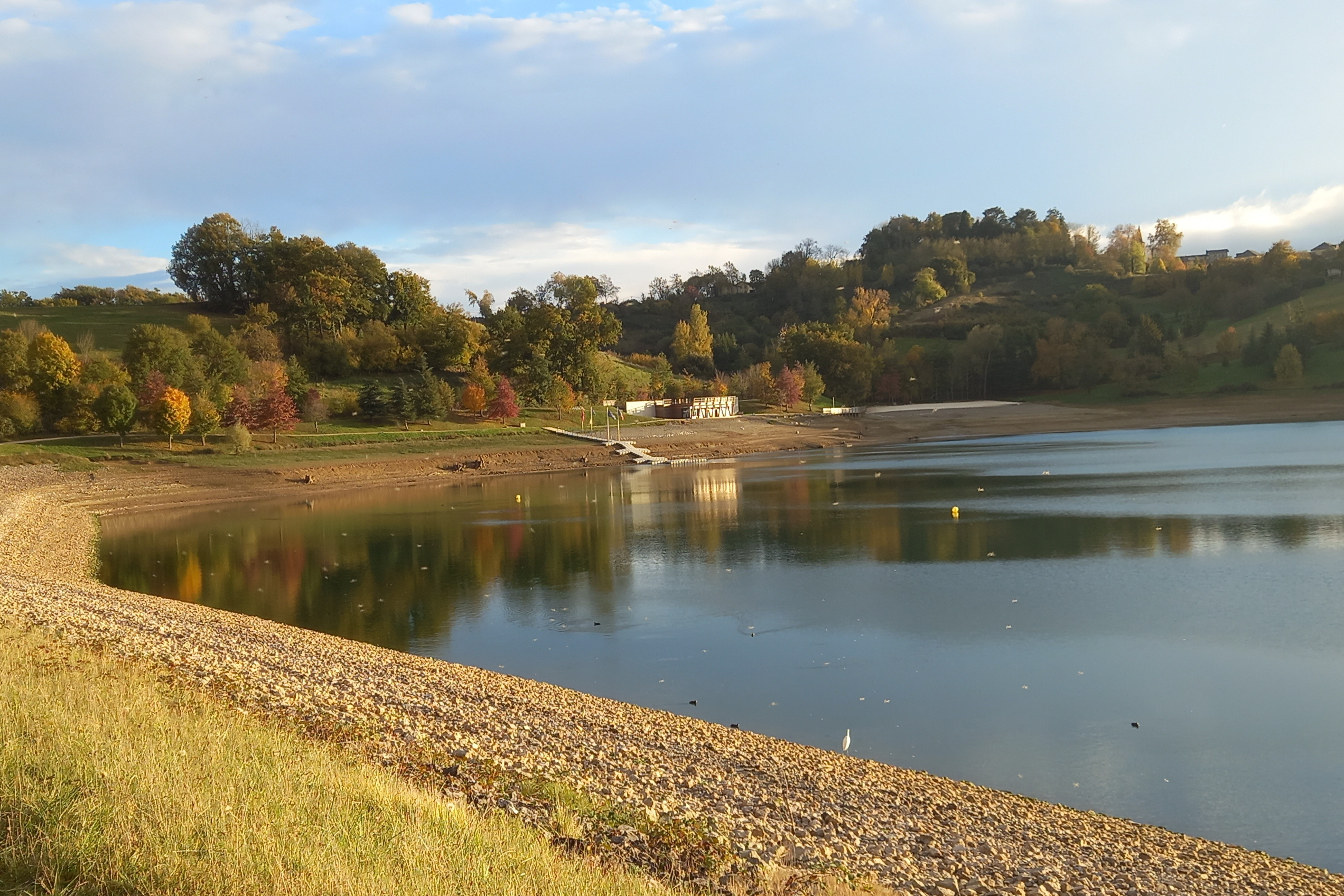
Le barrage et la base nautique en novembre 2021.
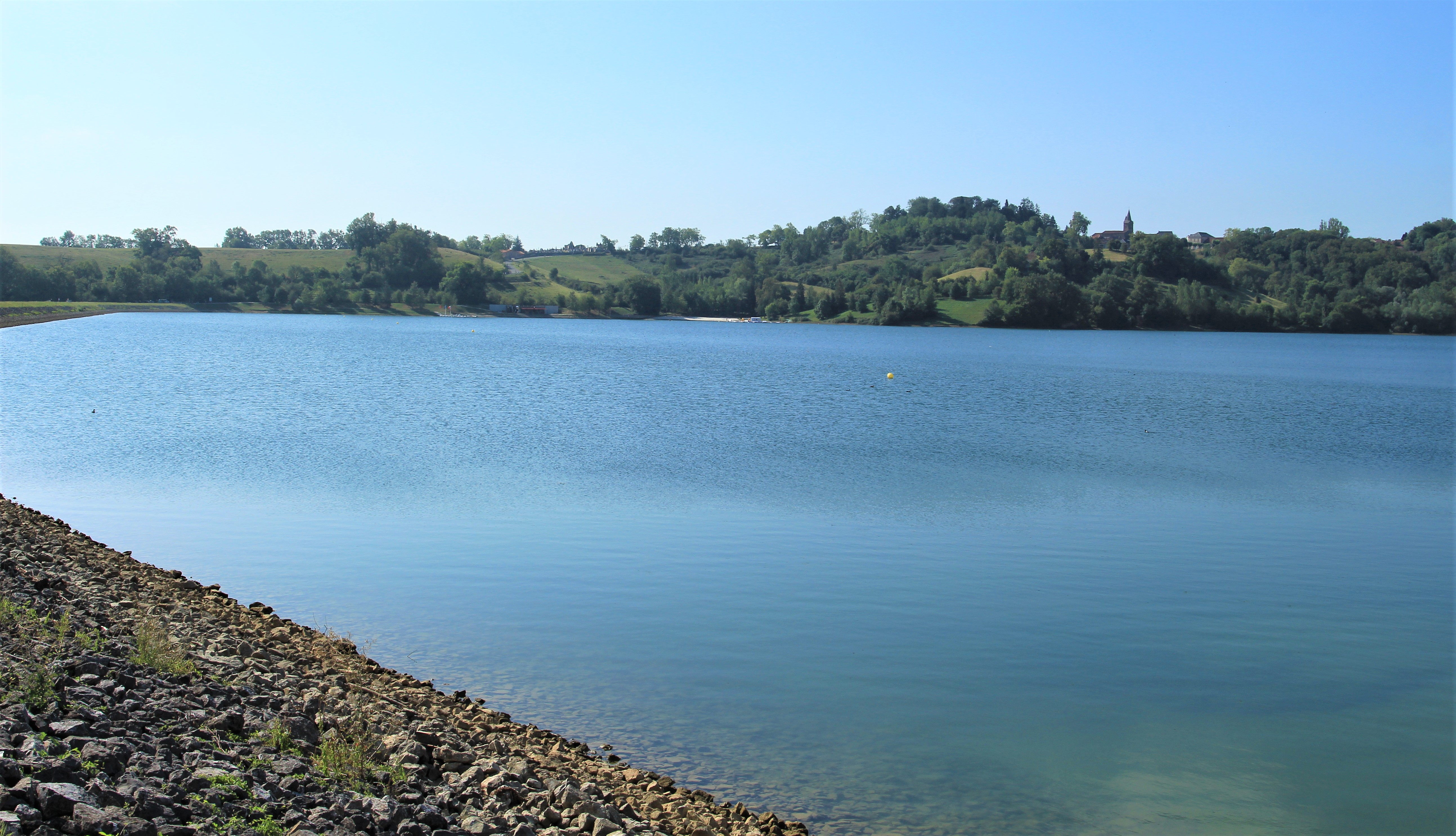
Vue sur Castelnau-Magnoac.
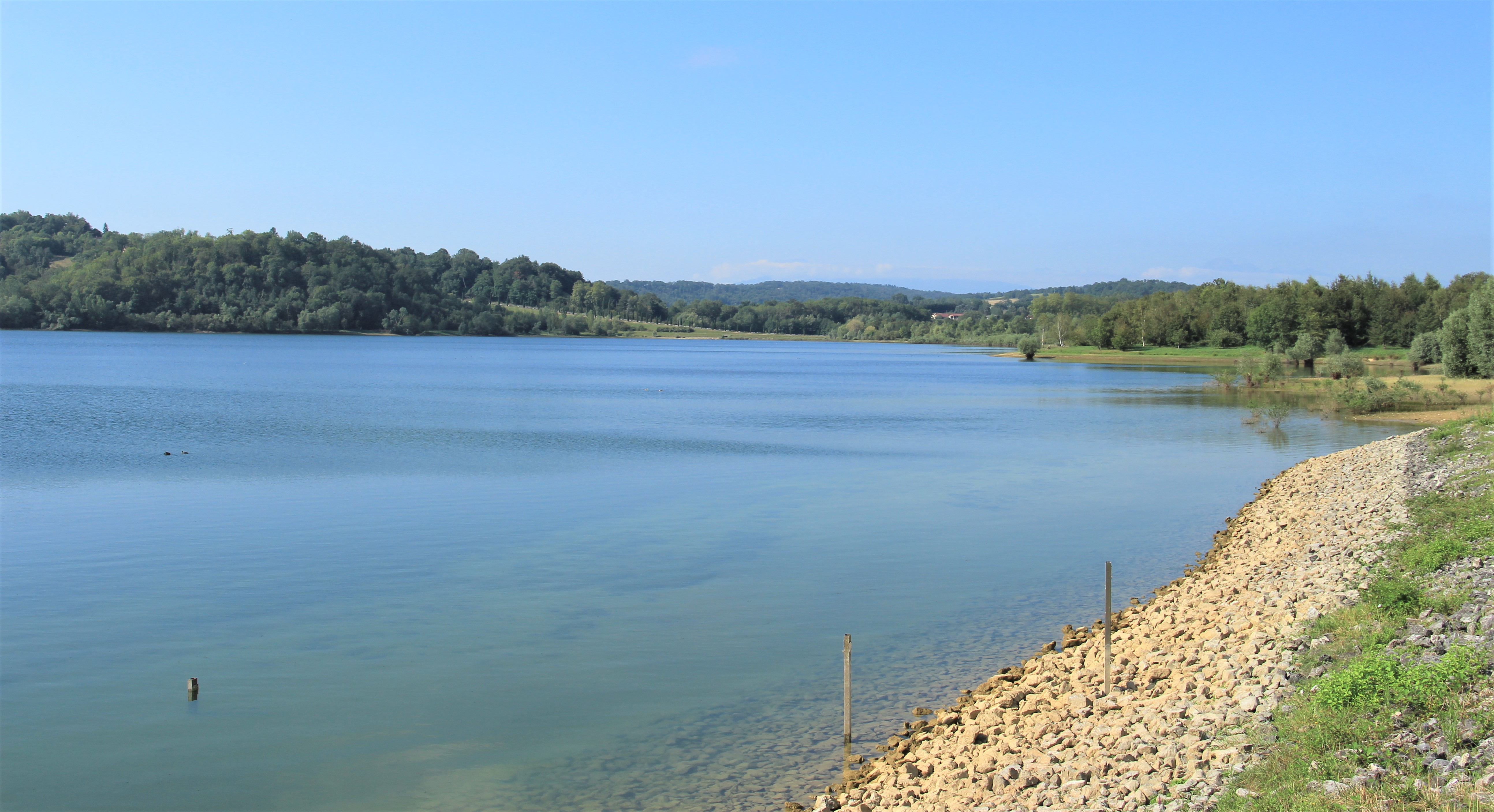
Le lac.
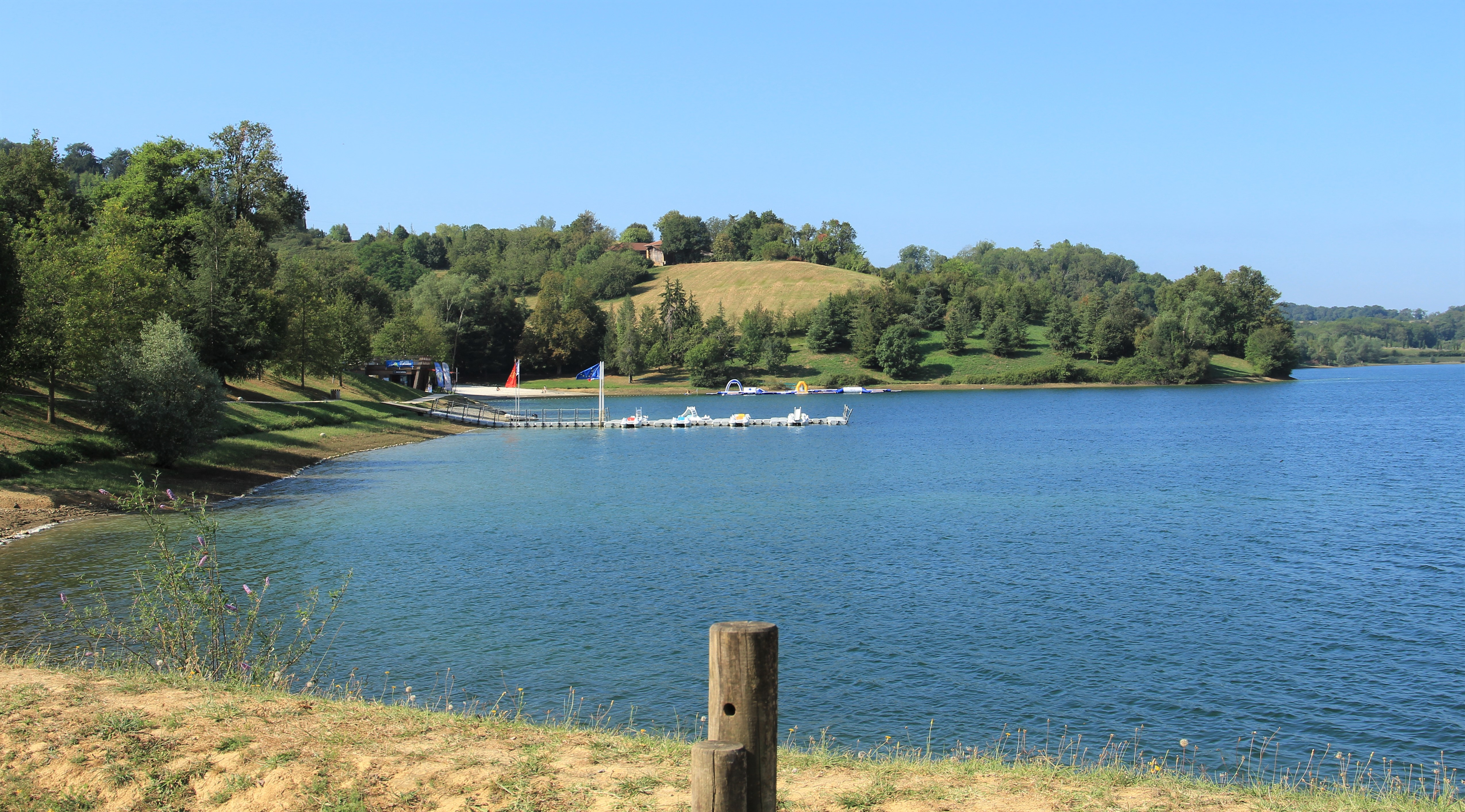
La base nautique.
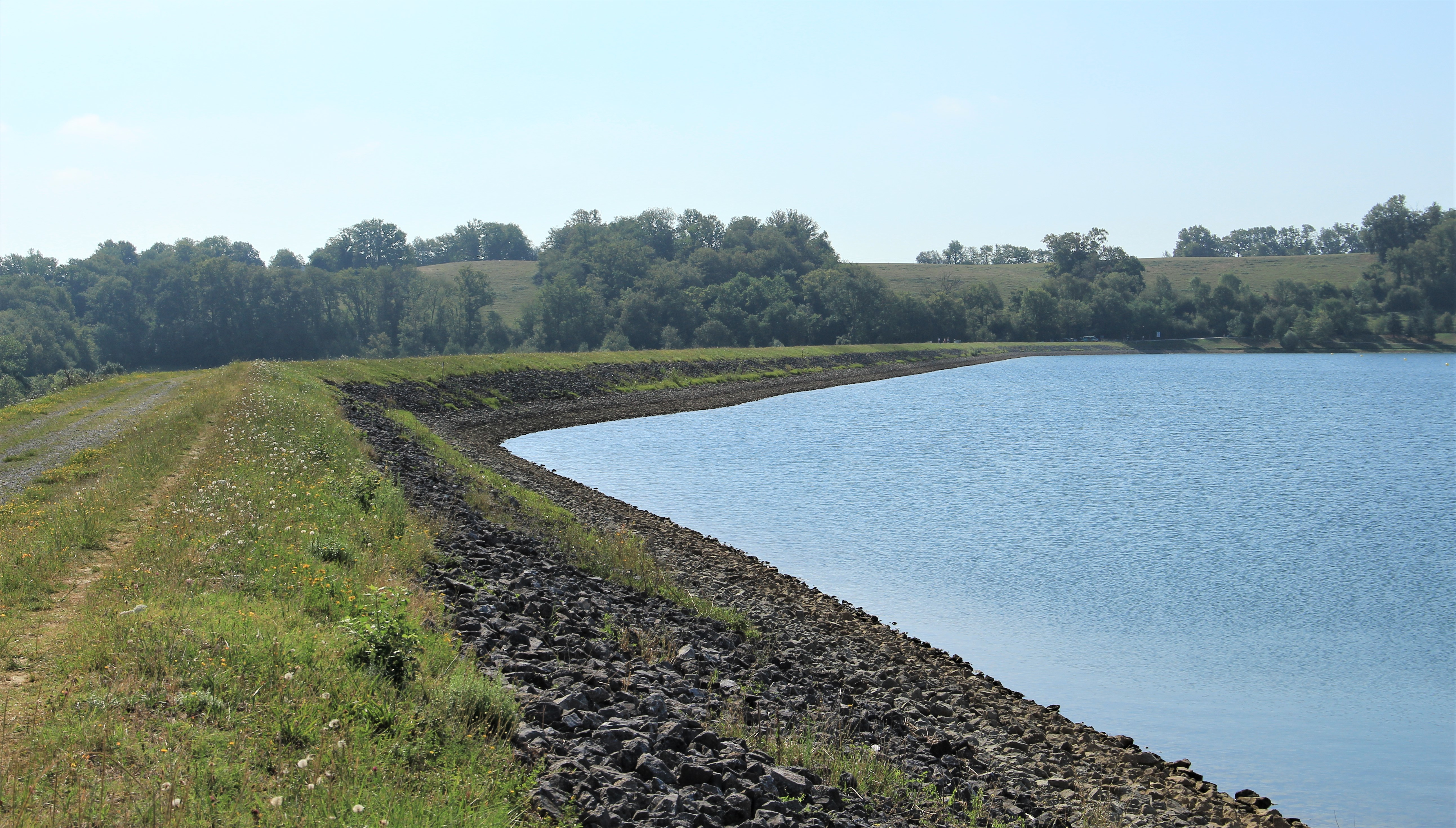
La digue.